# Torengarage
De Torengarage in de Torenstraat in Den Haag is het eerste gestapelde garagegebouw  van Nederland. Het gebouw is een rijksmonument.
Het verkeer in Den Haag werd in het begin van de 20e eeuw steeds drukker, waardoor het na de Eerste Wereldoorlog nodig werd enkele huizen af te breken om doorgangen voor het verkeer te maken. Dit gebeurde onder meer bij het Buitenhof tussen de Gevangenpoort en de Hofvijver, bij de Grote Marktstraat en de Torenstraat. 
Ook het parkeerprobleem deed zich toen al voor. De Torengarage werd in 1930 gebouwd. Op de gevel stonden vier grote letters: RIVA, hetgeen Reparatie Inrichting Voor Automobielen betekende. Op de benedenverdieping was oorspronkelijk een autoshowroom gevestigd en er waren werkplaatsen. Er was ook de eerste remmen-testbank van Nederland. Het gebouw had meerdere verdiepingen waardoor er ongeveer 400 auto's geparkeerd konden worden.
Architect van het gebouw was Jan Greve. De ronde uitbouw met koepeldak was bestemd voor een autodealer.  In 1990 is het gebouw gerenoveerd, waarbij de stalen ramen vervangen werden door geperforeerde staalplaten en de entree van de garage verplaatst werd naar het zijstraatje. De parkeergarage bleef maar beneden kwam een horeca-etablissement, eerst Grand-Café Greve (1991-2008), ingericht door Marlies Rohmer, en later sushi restaurant Shabu Shabu.